# Karl Herner
Karl Herner (també: Carl Herner;
Rendsburg (Schleswig-Holsteins), 23 de gener, 1836 - Hannover (Baixa Saxònia), 16 de juliol, 1906), va ser un violinista, répétiteur, director musical, mestre de la capella reial i compositor alemany.

## Biografia
Karl Herner va estudiar música al Conservatori de Praga entre 1852 i 1855, especialment per a violí i piano. També va ser un estudiant temporal de Joseph Joachim. Herner va aparèixer com a músic en orquestres d'Hamburg, Kiel, Copenhaguen, Brussel·les i Braunschweig abans de treballar a Hannover des de 1858.
A Hannover, Karl Herner va aparèixer, entre altres coses, com a membre del primer quartet dirigit per Joseph Joachim, principalment amb obres de Johann Sebastian Bach i Woldemar Bargiel. Com a pianista, també va acompanyar el violinista i compositor belga Henri Vieuxtemps i la cantant d'òpera italiana Carlota Patti en les seves gires per Europa. El 1864, durant l'època del Regne de Hannover, Karl Herner es va convertir en membre de l'Associació d'Artistes de Hannover amb seu a la ciutat residencial. El fill d'Herner, Julius Herner, també va néixer a Hannover el 27 de juliol de 1866.
Després que Herner va treballar inicialment com a repetidor al "Hannover Court Theatre", va ser nomenat director de cor el 1869 i després director musical el 1877. A partir de 1887, Herner va treballar a Hannover amb el títol de mestre de capella, abans de retirar-se el 1900.
A més de les seves funcions de lideratge, Herner també va sorgir com a compositor, especialment amb cançons i cançons corals, així com obres orquestrals com el ballet "The Witches' Festival", recitatius per a lOberó de Carl Maria von Weber i obertures per a la òperes Schön Rottraut i Jussuff und Suleika.
Karl Herner va morir a Hannover el 1906. La seva tomba es pot trobar al cementiri de la ciutat d'Engesohde a la secció 30, sepultura número 1253–1254.